# Nikita Kosjman
Nikita Olehovytj Kosjman (ukrainska: Нікіта Олегович Кошман), född 22 juni 2002, är en ukrainsk fäktare som tävlar i värja.

## Karriär
Vid VM 2025 i Tbilisi tog Kosjman brons individuellt i värja.